# Руб аль Хізб

Руб аль Хізб

Руб аль-Хізб - ісламський символ. Він має форму двох перекриваючих квадратів однакового розміру, повернених на 45 градусів один від одного, так що вони утворюють восьмикінечну зірку, зазвичай доповнену маленьким колом посередині. Він використовується як графічний знак у Корані, де розділяє текст для кращого орієнтування читача. У таблиці Unicode він має код U+06DE. 
Зірка є частим мотивом в ісламській архітектурі (наприклад, обидві вежі-близнюки Петронас мають план, що розтягується на вісім точок), вона також використовується в державних емблемах деяких мусульманських країн ( Туркменістан , Узбекистан , в історії Саада). Під назвою Наджмат аль-Кудс це символ арабського Єрусалиму , що нагадує восьмикутний Купол Скелі. 
Він також є символом каїрського метрополітену і з’являється у фільмі « Індіан Джонс і останній хрестовий похід » на прапорі Хатая (цей штат дійсно існував у 1930-х роках, але використовувався прапор Туреччини). 
Однак символ був задокументований ще з доісламських часів, його використовували, наприклад, тартесії на Піренейському півострові, в індуїзмі восьмикутна зірка є атрибутом богині Лакшмі .

## Інтернет-ресурси
- UN SIMBOLO ESENCIALMENTE ANDALUZ:LA ESTRELLA DE OCHO PUNTAS(ісп.)